# Aura Andreea Munteanu
Andreea Munteanu (Constanza (Rumania), Rumania, 20 de septiembre de 1988) es una gimnasta artística rumana, subcampeona del mundo en 2003 en el concurso por equipos.

## Carrera deportiva
En el Mundial de Anaheim 2003 gana la plata por equipos, tras Estados Unidos y por delante de Australia; sus compañeras de equipo fueron: Catalina Ponor, Oana Ban, Alexandra Eremia, Monica Rosu y Florica Leonida.